# Anactinia pelagica
Anactinia pelagica is een Cerianthariasoort uit de familie van de Arachnactidae. De wetenschappelijke naam van de soort is voor het eerst geldig gepubliceerd in 1909 door Annandale.